# Exechia furcilla
Exechia furcilla är en tvåvingeart som först beskrevs av Freeman 1954.  Exechia furcilla ingår i släktet Exechia och familjen svampmyggor. Inga underarter finns listade i Catalogue of Life.